# Cydistomyia palmensis
Cydistomyia palmensis är en tvåvingeart som beskrevs av Ferguson och Hill 1922. Cydistomyia palmensis ingår i släktet Cydistomyia och familjen bromsar. Inga underarter finns listade i Catalogue of Life.